# Batalha de Domažlice
A Batalha de Domažlice (em tcheco/checo: Bitva u Domažlic) ou Batalha de Taus (em alemão:  Schlacht bei Taus) ocorreu em 14 de agosto de 1431 como parte da quinta cruzada contra os hussitas. A cruzada foi enviada à Boêmia após as negociações que estavam sendo realizadas em Pressburgo e Cheb entre os hussitas e o imperador Sigismundo fracassaram.
O exército imperial estava cercando a cidade de Domažlice desde 8 de agosto, quando avistaram a aproximação do exército hussita, que vinha cantando para liberar a cidade liderado por Procópio, o Grande. A visão provocou um pânico generalizado entre os cruzados, que fugiram para a floresta da Boêmia. Os hussitas imediatamente iniciaram a perseguição ao exército imperial em fuga e aniquilaram completamente o que puderam encontrar.
O exército cruzado era acompanhado pelo legado papal Juliano Cesarini, que perdeu toda sua bagagem na retirada, incluindo suas correspondências secretas e a bula papal que ordenava-o a contratar os cruzados.